# Gert Fredholm
Gert Fredholm (* 18. November 1941) ist ein dänischer Regisseur und Drehbuchautor.
Im Jahr 1968 machte er seinen Abschluss an der Nationalen Dänischen Filmschule, wo er später auch selbst unterrichtete. Seit 1967 hat er neun Filme herausgebracht. Seine Verfilmung Den forsvundne fuldmægtig („Der verschwundene Prokurist“) von 1971, basierend auf dem Bestseller von Hans Scherfig, lief im Wettbewerb der 22. Berlinale.

## Filmographie
- 1967: Tag en rask beslutning
- 1967: Astrid Henning-Jensen
- 1971: Den forsvundne fuldmægtig
- 1977: Terror
- 1986: Die Augen des Wolfes (Oviri) – Regieassistenz
- 1997: Skat det er din tur
- 1998: I Wonder Who’s Kissing You Now
- 1980: Lille Virgil og Orla Frøsnapper
- 2001: Ein Jackpot für Helene (At klappe med een hånd)
- 2005: Der Richter; auch: Rufmord (Dommeren) – Hauptrolle: Peter Gantzler
- 2003: En enkelt til Korsør
- 2011: Orla Frøsnapper